# Jeroen Rietbergen
Jeroen Rietbergen (Vlissingen, 19 april 1971) is een Nederlands componist en toetsenist.

## Biografie
Rietbergen werd geboren in Vlissingen, waar hij op tienjarige leeftijd met pianoles begon. Na zijn opleiding aan de havo voor muziek en dans ging hij in 1989 naar het Rotterdams Conservatorium. Hij werd na twee jaar weggestuurd omdat hij te veel speelde en te weinig studeerde. Als sessiemuzikant speelde Rietbergen bij verschillende bandjes, waaronder in 1994 bij Rick DeVito als achtergrondzanger en toetsenist. In 1995 was hij twee jaar toetsenist bij Ruth Jacotts nieuwe begeleidingsband waarmee hij twee theatertournees deed. Bij Candy Dulfer speelde hij op het album For the Love of You dat in 1997 uitkwam en met Dulfer maakte hij verschillende tournees door Europa, Amerika en Japan. Doordat de drummer Ton Dijkman destijds bij Dulfer en Jan Akkerman speelde, werd Rietbergen in 1999 bij Akkerman geïntroduceerd. Rietbergen ging dat jaar mee op tournee en speelde ook op Akkermans album Live at Alexander's.
Als muzikant was hij in 2001 vast bandlid van Marco Borsato. In die tijd speelde hij voor Borsato en Akkerman, maar richtte samen met Ronald Molendijk ook de danceact Soulvation op, die met het nummer Reset Your Brain in 2003 de top 10 van de Nederlandse Top 40 behaalde. Ook produceerde hij samen met Paskal Jakobsen voor Roel Felius het winnende liedje Mijn ogen zeggen alles dat voor de eerste Nederlandse editie van het Junior Songfestival werd gemaakt. In 2004 was hij actief voor Borsato met wie hij tien keer in het Sportpaleis in Antwerpen en zes keer in Stadion Feijenoord speelde. In 2007 kreeg Rietbergen een relatie met Linda de Mol. Twee jaar later componeerde hij de filmmuziek voor de film Terug naar de kust waarin De Mol de hoofdrol speelt. Rietbergen componeerde later voor regisseur Will Koopman nog meer filmmuziek. Van 2010 tot 2022 was Rietbergen toetsenist bij de Edwin Evers Band en van 2013 tot 2022 bandleider van het televisieprogramma The voice of Holland.

### Seksueel grensoverschrijdend gedrag
In januari 2022 werd Rietbergen gevraagd om een reactie op aantijgingen van seksueel grensoverschrijdend gedrag en machtsmisbruik bij The voice of Holland. Tim Hofman kreeg 19 meldingen binnen over Rietbergen tijdens zijn onderzoek voor de aflevering BOOS: This is The Voice, die een week later zou worden uitgezonden. In een publiekelijke verklaring erkende Rietbergen seksueel wangedrag en stapte per direct op als bandleider bij The Voice. Volgens zijn advocaat was er geen sprake van strafbare feiten. Een voormalig kandidaat van The voice of Holland deed na de uitzending aangifte van aanranding, een beschuldiging die door Rietbergen wordt ontkend.
In maart 2023 maakte het Openbaar Ministerie bekend Rietbergen te vervolgen voor verkrachting. Ruim een jaar later, op 29 mei 2024, werd de zaak door het OM wegens gebrek aan bewijs geseponeerd. Na een artikel 12-procedure, gestart door het vermeende slachtoffer, besloot het gerechtshof in Arnhem in juli 2025 dat Rietbergen definitief niet werd vervolgd.

## Prijs
In 2014 kreeg Rietbergen de Buma Filmmuziek Award voor de muziek van Gooische Vrouwen 2. In 2015 ontving hij dezelfde prijs met Gooische Vrouwen 2.

## Filmografie
Voor de volgende films verzorgde Rietbergen de muziek:
- 2009: Terug naar de Kust
- 2011: Gooische Vrouwen
- 2012: De verbouwing
- 2014: Gooische Vrouwen 2
- 2015: Sneeuwwitje en de zeven kleine mensen
- 2016: De Prinses op de Erwt: Een Modern Sprookje
- 2017: Roodkapje: Een Modern Sprookje
- 2018: All You Need Is Love
- 2019: April, May en June
- 2021: Alles op tafel
- 2022: Diepe Gronden[13]

## Privéleven
Rietbergens jarenlange relatie met Lieke van Lexmond eindigde in 2007. Vanaf 2007 heeft Rietbergen – met onderbrekingen – een relatie met Linda de Mol. In januari 2022 beëindigde De Mol de relatie wegens aantijgingen van seksueel grensoverschrijdend gedrag en machtsmisbruik bij The voice of Holland aan het adres van Rietbergen, waarvan hij het grensoverschrijdende gedrag in een publiekelijke verklaring heeft toegegeven. In 2024 kwam het koppel weer bij elkaar.